# NGC 1322
NGC 1322 је елиптична галаксија у сазвежђу Еридан која се налази на NGC листи објеката дубоког неба.
Деклинација објекта је - 2° 55' 7" а ректасцензија 3h 24m 54,6s. Привидна величина (магнитуда) објекта NGC 1322 износи 13,4 а фотографска магнитуда 14,4. NGC 1322 је још познат и под ознакама MCG -1-9-37, NPM1G -03.0155, PGC 12761.